# Mallota fulvula
Mallota fulvula är en tvåvingeart som beskrevs av Charles Howard Curran 1928. Mallota fulvula ingår i släktet hålblomflugor, och familjen blomflugor. Inga underarter finns listade i Catalogue of Life.